# Blaženko Lacković
Blaženko Lacković, född 25 december 1980 i Novi Marof,  Kroatien, SFR Jugoslavien
, är en kroatisk handbollsspelare (vänsternia).
Blaženko Lacković blev världsmästare 2003 i Portugal och olympisk mästare 2004 i Aten. Han var också bland annat med och tog silver vid VM 2005 i Tunisien och EM 2008 i Norge.

## Meriter i urval
- Kroatiens landslag
  -  OS-guld 2004
  -  OS-brons 2012
  -  VM-guld 2003
  -  VM-silver 2005 och 2009
  -  EM-silver 2008 och 2010
  -  VM-brons 2013
- RK Zagreb

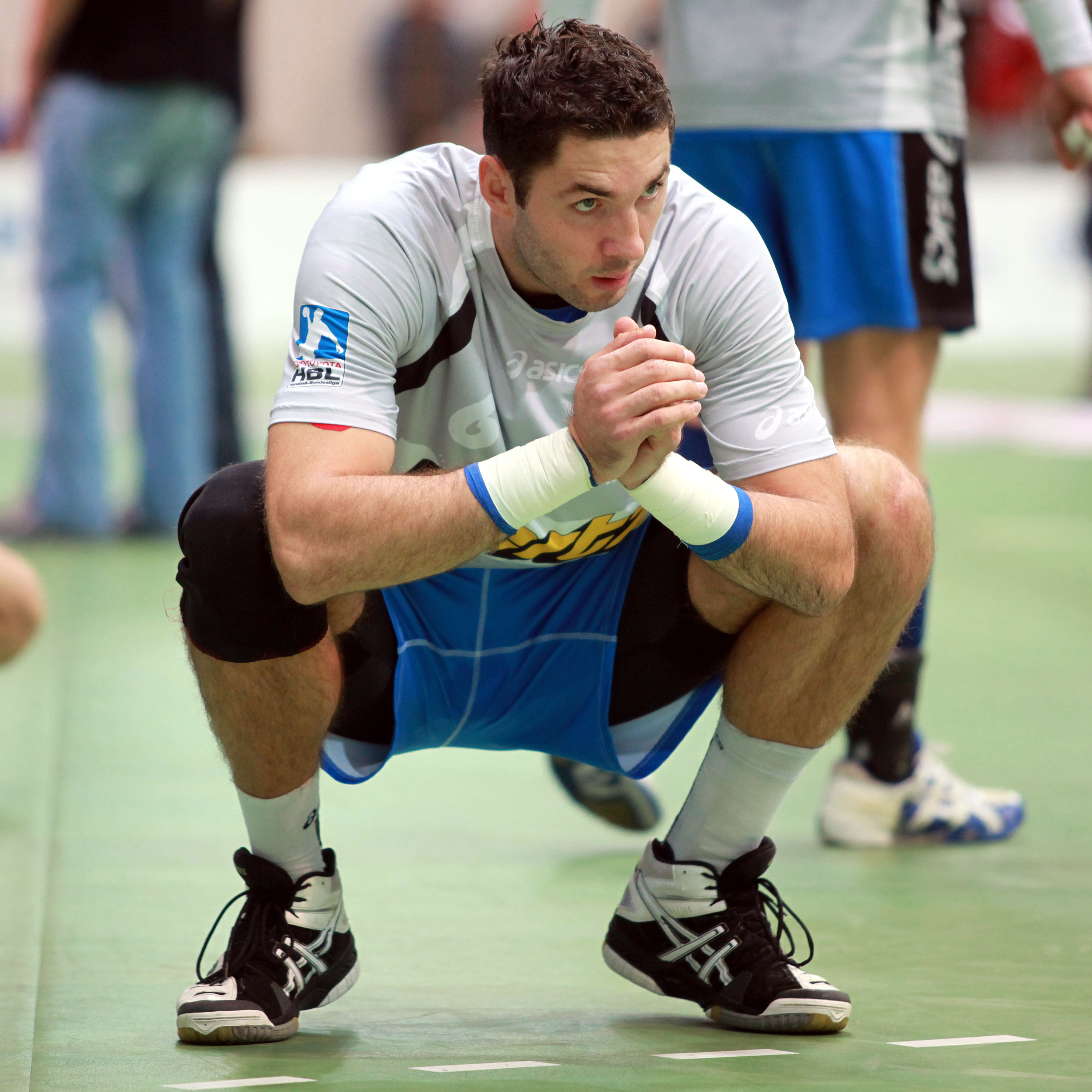
Blaženko Lacković med HSV Hamburg, 2009.

  - 3 × kroatisk mästare (2002, 2003 och 2004)
  - 2 × kroatisk cupmästare 2003 och 2004
- SG Flensburg-Handewitt
  - Tysk cupmästare 2005
  - Champions League-finalist 2007
- HSV Hamburg
  - Tysk mästare 2011
  - Tysk supercupmästare 2009 och 2010
  - Tysk cupmästare 2010
  - Champions League-mästare 2013
- RK Vardar
  - makedonsk mästare 2015
  - makedonsk cupmästare 2015
- THW Kiel
  - Tysk cupmästare 2017

## Statistik i tyska Bundesliga
| Säsong    | Klubb                  | Liga       | Matcher | Mål | Straffmål | Spelmål |
| --------- | ---------------------- | ---------- | ------- | --- | --------- | ------- |
| 2004/05   | SG Flensburg-Handewitt | Bundesliga | 32      | 138 | 3         | 135     |
| 2005/06   | SG Flensburg-Handewitt | Bundesliga | 32      | 127 | 3         | 124     |
| 2006/07   | SG Flensburg-Handewitt | Bundesliga | 22      | 99  | 0         | 99      |
| 2007/08   | SG Flensburg-Handewitt | Bundesliga | 24      | 91  | 0         | 91      |
| 2008/09   | HSV Hamburg            | Bundesliga | 29      | 105 | 0         | 105     |
| 2009/10   | HSV Hamburg            | Bundesliga | 29      | 87  | 0         | 87      |
| 2010/11   | HSV Hamburg            | Bundesliga | 28      | 86  | 0         | 86      |
| 2011/12   | HSV Hamburg            | Bundesliga | 33      | 99  | 0         | 99      |
| 2012/13   | HSV Hamburg            | Bundesliga | 25      | 48  | 0         | 48      |
| 2013/14   | HSV Hamburg            | Bundesliga | 30      | 27  | 0         | 27      |
| 2015/16   | THW Kiel               | Bundesliga | 8       | 12  | 0         | 12      |
| 2016/17   | THW Kiel               | Bundesliga | 22      | 11  | 0         | 11      |
| 2004–2017 | Totalt:                | Bundesliga | 314     | 930 | 6         | 924     |